# Commaladera murina
Commaladera murina är en skalbaggsart som beskrevs av Frey 1975. Commaladera murina ingår i släktet Commaladera och familjen Melolonthidae. Inga underarter finns listade i Catalogue of Life.